# Língua siksiká
A língua Siksiká ou Blackfoot, é uma língua aborígine presente nos Estados Unidos e no Canadá.